# Малая Дуброва (Нижегородская область)
Ма́лая Дубро́ва — деревня в городском округе Семёновский. Входит в состав Пафнутовского сельсовета.

## Описание
Расположена в 4 км от административного центра сельсовета — Пафнутово и 54 км от областного центра — Нижнего Новгорода.
| 2002 | 2010 |
| ---- | ---- |
| 33   | ↘14  |

## География
Деревня расположена на левом берегу реки Линды.